# 松岡弘
松岡 弘（まつおか ひろむ、1947年7月26日 - ）は、岡山県倉敷市出身の元プロ野球選手（投手）・コーチ、解説者。現在は花巻東高等学校女子硬式野球部を務める。
ヤクルト（前身含む）のフランチャイズ・プレイヤーで初優勝・日本一に貢献した大エースであった。

## 経歴

### プロ入りまで
倉敷商（1年先輩に星野仙一がいた）ではエースとして1965年の夏の県予選準決勝に進むが、平松政次を擁する岡山東商に日没引き分け再試合の末に敗れ、甲子園出場はならなかった。卒業後は三菱重工水島に入社。1966年、1967年にクラレ岡山の補強選手として都市対抗野球大会に出場。1967年の都市対抗では準々決勝に進み先発を任されるが、日立製作所のエース村井俊夫に本塁打を喫し早々に降板、目立った成績は残せなかった。同年にドラフト5位でサンケイアトムズの指名を受けるも、4位までの選手の入団が決まったことを理由に契約見送りとなる。これに奮起して三菱重工水島で快投を重ね、1968年にはチームの都市対抗初出場の原動力となる。同大会では1回戦で日本鋼管の高橋直樹と投げ合い、0-1で惜敗。これでサンケイ側も認識を改め、頭を下げたことから同年8月に入団。

### 現役時代
1969年から快速球を武器に先発ローテーションに定着し、規定投球回（21位、防御率3.70）にも到達。
1971年には三原脩が監督に就任、オープン戦から松岡を起用し続け、開幕投手に指名する。この年はリーグ最多の15敗を記録するが、粘り強い起用に応えプロ入り初の2桁勝利となる14勝を挙げる。
1972年は17勝18敗と、セ・リーグでは大石清以来の2年連続リーグ最多敗戦。
1973年は21勝18敗と勝星を大台に乗せた。松岡は「三原さんを筆頭に、チームで僕を柱に育ててくれて、やっぱり期待に応じようとして、僕も精神的にも強くなれたかな」と語っている。
チームは1973年までBクラスと低迷していた。松岡は当時にチームについて「チームワークの欠如に限ると思う。個性的で、我が強い選手ばっかりが集まっていたんだよ。特に野手に。豊田さんなんてすごいよ。自分が飲みに行きたい、うまいものを食べに行きたいっていう日に、早く試合を終わらせろという雰囲気を出すわけ。そういうときに、僕なんかがボールスリーにしちゃうと、小石が飛んでくる。ばっと見たら『打たせろ、ストライク取れ。』と豊田さんだけじゃなく、『これじゃ銀座に行く約束断らなきゃなあ』とか嫌味を言う人もいっぱいいた。そういう時代。先輩のいうことは絶対服従だからね。なんとか打たせたら、今度はエラーしやがる。そうしたら知らんぷりだから。『三振取らないお前が悪い』とそういう感覚のチームだもん。チームがどうなろうと関係ない。そういう考え方の人がいっぱいいたから。チームワークなんてありゃしないよ。ゲームになったら勝とうとはする。でも監督の言うとおりに選手は動かないから。特にベテランが。個人の力は確実についてきてはいたと思う。若松だったり、安田だったり。でも、全員同じ方向を向いてやらなきゃ勝てないよね。」と語っている。
1975年には安仁屋宗八に次ぐリーグ2位の防御率2.32を記録。
1977年は9勝10敗となり、2桁勝利は6年連続までで一時途絶えるが、打撃面では投手としては異例の5本塁打を放った。
1978年は16勝を挙げ、球団史上初のリーグ優勝、日本一に貢献。阪急ブレーブスとの日本シリーズでは、同じ岡山出身の大杉勝男とともに活躍。4試合に登板し2勝2セーブを記録、最終第7戦では足立光宏に投げ勝ち完封勝利を飾った。同年の沢村賞を受賞。なお、同年6 - 7月にかけて、どこにも故障がなかったにもかかわらず26日間も登板がなかったことなどから、当時の監督である広岡達朗との不仲が噂されたこともあるが、広岡によれば「体のバランスが崩れていたため修正する必要があり、それが結果的に26日間もかかった」とのことで、松岡によればその間は「広岡の前で、ひたすら軸足で一本足で立つ練習とシャドーピッチングを繰り返した」という。
1980年は最優秀防御率のタイトルを獲得。
1983年のシーズン終了時点で通算190勝であり、200勝達成・名球会入りまであとわずかで、1983年にも11勝を挙げていたことから十分射程圏内と思われたが、同年オフに首を痛め、1984年から1985年の2年間はわずか1勝に終わり、あと9勝及ばずに1985年限りでの現役引退となった。同年10月23日の横浜大洋ホエールズ戦（明治神宮野球場）で引退試合が行われ、共に引退する同学年の大矢明彦と最後のバッテリーを組んだ。

### 現役引退後
引退後はヤクルト二軍投手コーチ（1986年 - 1989年, 2003年 - 2005年）、西多摩倶楽部監督（2006年 - 2008年）、三重スリーアローズ監督（2010年）を務めた。1度目のヤクルト退団後はテレビ東京（1990年 - 1998年）→テレビ朝日（1999年 - 2001年）・ニッポン放送（1990年 - 2001年）→CS系テレビ（2002年）、2度目のヤクルト退団後は東京メトロポリタンテレビジョン（2006年 - 2007年）で野球解説者を務めた。
2009年5月、翌年度より発足する三重スリーアローズの初代監督に就任することが発表された。2010年に最初のシーズンの指揮を執ったが、7月30日付で「心労が重なり体調不良」を理由に休養、8月6日付で退団した。同年11月には茨城県古河市にある管理釣り場「三和新池」のリニューアルに伴い支配人に就任。
2013年には、2月に『スポーツニッポン』でコラム「我が道」を1か月間連載。また、学生野球の指導者になるための講習を受講した。
2014年には、前述の講習を修了したことから、1月20日付で日本学生野球協会から学生野球資格の回復を認定。この認定を受けて、北照高等学校（北海道）の硬式野球部で、非常勤の投手コーチを務めることが決まった。相生学院高等学校でも特別コーチを務めている。
2019年6月4日、東京大学野球部に投手コーチとして招聘される。
2025年現在は花巻東女子硬式野球部の特別コーチを務める。

## 選手としての特徴
球種はストレート、カーブ、スライダー、シュート、シンカー。
ストレートが速かったことでも知られ、松岡の全盛期に対戦した長嶋茂雄は「松岡が一番速かったねえ」「江夏よりも松岡の方が球が速かった」と語り、柴田勲も「マツ、お前が一番速かった」と語っている。
広岡達朗は「0-0や同点の接戦では相手打線を抑えるのに、味方打線の援護が入りリードする展開になると別人のように崩れる傾向があった」と指摘している。ある時松岡にその点を問いただしたところ「味方が打ってリードしてくれたら、点を取られたらいかん、と思って緊張するんです。僅差のときのほうが投げやすいんです」と返答されたという。

## 人物
甥の松岡大吾も、ヤクルトで投手としてプレー。入団1年目の1989年は、「投手コーチと投手」という間柄にもあった。大吾は、入団時の目標に「一軍で9勝を上げて（弘と）2人で（名球会の入会資格である一軍公式戦通算）200勝を達成すること」を掲げていたものの、一軍では2勝止まりで1998年に現役を引退。2人合わせての一軍通算勝利数も、193勝にとどまった。
実家は釣具店を営んでいたことから現役時代から釣りが趣味。三和新池の支配人になったのも釣り好きが高じてのもので、へらぶな釣りが一番のお気に入りだという。
高校の1年先輩に星野仙一がいるほか、平松政次とは学校・チームが一緒になったことはなかったが、同じ岡山県出身で同学年で投手同士、すなわち岡山時代からプロ球界に至るまでの長年のライバルであり友人でもある。星野・平松と共に岡山三羽ガラスと呼ばれた。
映画『慕情』の主題歌「Love is A Many-Splendid Thing」（アンディ・ウィリアムスの代表曲の1つでもある）を原語で歌える（出典：「オレが許さん!」、豊田泰光）。また、ヤクルトスワローズ球団歌「とびだせヤクルトスワローズ」でも、その歌を披露している。
現役時代の背番号17は、「ヤクルトのエースナンバー」として、松岡の引退後に先発型右腕の川崎憲次郎や川島亮、清水昇(2年目から主に中継ぎ投手として活躍)に引き継がれた（2015年から2018年は、先発型左腕の成瀬善久が着用した）。

## 詳細情報

### 年度別投手成績
| 年 度      | 球 団                      | 登 板 | 先 発 | 完 投 | 完 封 | 無 四 球 | 勝 利 | 敗 戦 | セ 丨 ブ | ホ 丨 ル ド | 勝 率 | 打 者 | 投 球 回 | 被 安 打 | 被 本 塁 打 | 与 四 球 | 敬 遠 | 与 死 球 | 奪 三 振 | 暴 投 | ボ 丨 ク | 失 点 | 自 責 点 | 防 御 率 | W H I P |
| ---------- | -------------------------- | ----- | ----- | ----- | ----- | -------- | ----- | ----- | -------- | ----------- | ----- | ----- | -------- | -------- | ----------- | -------- | ----- | -------- | -------- | ----- | -------- | ----- | -------- | -------- | ------- |
| 1968       | サンケイ アトムズ ヤクルト | 2     | 1     | 0     | 0     | 0        | 0     | 1     | --       | --          | .000  | 15    | 2.1      | 4        | 0           | 3        | 0     | 1        | 0        | 0     | 0        | 6     | 6        | 23.14    | 3.00    |
| 1969       | サンケイ アトムズ ヤクルト | 43    | 23    | 2     | 0     | 0        | 8     | 10    | --       | --          | .444  | 707   | 168.0    | 142      | 24          | 60       | 2     | 13       | 110      | 4     | 0        | 84    | 69       | 3.70     | 1.20    |
| 1970       | サンケイ アトムズ ヤクルト | 45    | 19    | 2     | 2     | 0        | 4     | 12    | --       | --          | .250  | 625   | 145.1    | 159      | 13          | 52       | 3     | 3        | 62       | 3     | 1        | 77    | 68       | 4.21     | 1.45    |
| 1971       | サンケイ アトムズ ヤクルト | 48    | 37    | 14    | 4     | 3        | 14    | 15    | --       | --          | .483  | 1143  | 281.2    | 240      | 23          | 84       | 13    | 8        | 122      | 1     | 1        | 95    | 79       | 2.52     | 1.15    |
| 1972       | サンケイ アトムズ ヤクルト | 46    | 36    | 18    | 3     | 2        | 17    | 18    | --       | --          | .486  | 1231  | 300.0    | 271      | 28          | 97       | 9     | 4        | 140      | 3     | 0        | 120   | 103      | 3.09     | 1.23    |
| 1973       | サンケイ アトムズ ヤクルト | 48    | 25    | 14    | 2     | 2        | 21    | 18    | --       | --          | .538  | 1203  | 295.0    | 223      | 18          | 115      | 17    | 10       | 218      | 4     | 0        | 83    | 73       | 2.23     | 1.15    |
| 1974       | サンケイ アトムズ ヤクルト | 39    | 30    | 15    | 4     | 1        | 17    | 15    | 1        | --          | .531  | 1042  | 257.1    | 202      | 27          | 95       | 4     | 7        | 168      | 2     | 1        | 96    | 80       | 2.80     | 1.15    |
| 1975       | サンケイ アトムズ ヤクルト | 41    | 18    | 5     | 1     | 0        | 13    | 9     | 6        | --          | .591  | 804   | 201.2    | 143      | 15          | 67       | 9     | 3        | 168      | 0     | 0        | 57    | 52       | 2.32     | 1.04    |
| 1976       | サンケイ アトムズ ヤクルト | 42    | 30    | 16    | 3     | 2        | 17    | 13    | 4        | --          | .567  | 935   | 222.0    | 208      | 18          | 85       | 6     | 5        | 170      | 0     | 0        | 91    | 82       | 3.32     | 1.32    |
| 1977       | サンケイ アトムズ ヤクルト | 47    | 24    | 4     | 1     | 0        | 9     | 10    | 7        | --          | .474  | 809   | 188.0    | 182      | 23          | 78       | 4     | 6        | 138      | 3     | 1        | 93    | 86       | 4.12     | 1.38    |
| 1978       | サンケイ アトムズ ヤクルト | 43    | 29    | 11    | 4     | 0        | 16    | 11    | 2        | --          | .593  | 873   | 199.1    | 191      | 21          | 96       | 5     | 5        | 119      | 5     | 0        | 92    | 83       | 3.75     | 1.44    |
| 1979       | サンケイ アトムズ ヤクルト | 50    | 17    | 4     | 1     | 0        | 9     | 11    | 13       | --          | .450  | 762   | 181.2    | 182      | 21          | 52       | 2     | 6        | 139      | 1     | 1        | 92    | 80       | 3.96     | 1.29    |
| 1980       | サンケイ アトムズ ヤクルト | 29    | 17    | 9     | 4     | 1        | 13    | 6     | 1        | --          | .684  | 646   | 157.0    | 145      | 10          | 47       | 4     | 2        | 92       | 3     | 2        | 47    | 41       | 2.35     | 1.22    |
| 1981       | サンケイ アトムズ ヤクルト | 36    | 25    | 7     | 0     | 1        | 12    | 7     | 4        | --          | .632  | 822   | 194.1    | 191      | 29          | 67       | 5     | 8        | 133      | 5     | 1        | 84    | 81       | 3.75     | 1.33    |
| 1982       | サンケイ アトムズ ヤクルト | 34    | 21    | 5     | 1     | 2        | 9     | 13    | 3        | --          | .409  | 706   | 168.0    | 153      | 18          | 54       | 7     | 4        | 101      | 1     | 1        | 74    | 62       | 3.32     | 1.23    |
| 1983       | サンケイ アトムズ ヤクルト | 35    | 29    | 7     | 0     | 2        | 11    | 14    | 0        | --          | .440  | 803   | 191.1    | 179      | 23          | 67       | 3     | 1        | 92       | 4     | 1        | 90    | 87       | 4.09     | 1.29    |
| 1984       | サンケイ アトムズ ヤクルト | 24    | 13    | 1     | 0     | 0        | 1     | 5     | 0        | --          | .167  | 343   | 72.2     | 101      | 12          | 34       | 3     | 3        | 29       | 3     | 0        | 54    | 53       | 6.56     | 1.86    |
| 1985       | サンケイ アトムズ ヤクルト | 8     | 4     | 0     | 0     | 0        | 0     | 2     | 0        | --          | .000  | 76    | 14.1     | 23       | 3           | 10       | 0     | 0        | 7        | 2     | 0        | 15    | 15       | 9.42     | 2.30    |
| 通算：18年 | 通算：18年                 | 660   | 398   | 134   | 30    | 16       | 191   | 190   | 41       | --          | .501  | 13545 | 3240.0   | 2939     | 326         | 1163     | 96    | 89       | 2008     | 44    | 10       | 1350  | 1200     | 3.33     | 1.27    |

- 各年度の太字はリーグ最高
- サンケイ（サンケイアトムズ）は、1969年にアトムズに、1970年にヤクルト（ヤクルトアトムズ）に球団名を変更

### タイトル
- 最優秀防御率：1回 （1980年）

### 表彰
- 沢村栄治賞：1回 （1978年）※防御率3.754は歴代受賞者の中ではワースト1位
- 日本シリーズ最優秀投手賞：1回 （1978年）
- 月間MVP：2回 （1978年9月、1980年9月）

### 記録
初記録
- 初登板：1968年10月1日、対読売ジャイアンツ25回戦（後楽園球場）、6回裏に3番手で救援登板、2回1失点
- 初先発：1968年10月3日、対読売ジャイアンツ28回戦（後楽園球場）、1/3回5失点で敗戦投手
- 初奪三振：1969年4月13日、対読売ジャイアンツ2回戦（後楽園球場）、2回裏に王貞治から
- 初勝利：1969年4月19日、対広島東洋カープ2回戦（明治神宮野球場）、6回表2死に3番手で救援登板・完了、5回1/3を無失点
- 初先発勝利・初完投勝利：1969年5月13日、対中日ドラゴンズ4回戦（明治神宮野球場）、9回5失点（自責点3）
- 初完封勝利：1970年4月16日、対大洋ホエールズ3回戦（明治神宮野球場）
- 初本塁打：1973年5月31日、対大洋ホエールズ8回戦（明治神宮野球場）、3回裏に高橋重行からソロ
- 初セーブ：1974年9月26日、対広島東洋カープ22回戦（明治神宮野球場）、9回表に2番手で救援登板・完了、1回無失点

節目の記録
- 1000奪三振：1976年4月14日、対大洋ホエールズ1回戦（明治神宮野球場）、2回表に江尻亮から　※史上52人目
- 100勝：1976年6月29日、対読売ジャイアンツ9回戦（明治神宮野球場）、9回完封勝利　※史上67人目
- 1500奪三振：1979年8月21日、対阪神タイガース11回戦（明治神宮野球場）、6回表に竹之内雅史から　※史上26人目
- 500試合登板：1980年4月27日、対阪神タイガース2回戦（明治神宮野球場）、6回表に3番手で救援登板・完了、4回1失点で勝利投手　※史上42人目
- 150勝：1980年7月10日、対阪神タイガース11回戦（明治神宮野球場）、7回1/3を1失点（自責点0）　※史上32人目
- 600試合登板：1983年5月18日、対阪神タイガース5回戦（明治神宮野球場）、9回2失点完投勝利　※史上20人目
- 2000奪三振：1984年9月22日、対横浜大洋ホエールズ20回戦（横浜スタジアム）、5回裏に田代富雄から　※史上11人目

その他の記録
- オールスターゲーム出場：8回 （1971年 - 1976年、1981年、1983年）

### 背番号
- 25 （1968年）
- 17 （1969年 - 1985年）
- 71 （1986年 - 1989年）
- 78 （2003年 - 2005年）

## 関連情報

### 歌
- 男道（1975年発売） - 作詞・作曲：松岡弘[24]
- 六つの星（1976年5月1日発売、メインボーカルは細川たかし） - 王貞治、山本浩二、田淵幸一、星野仙一、平松政次と共にバックコーラスを担当
- とびだせヤクルトスワローズ（球団歌）

### 出演番組
- ぴったし カン・カン（TBS）
- MXスタジアム（TOKYO MX）
- ALWAYS Baseball - 出演していたテレビ東京のプロ野球中継の現行タイトル。
- スポーツTODAY（テレビ東京）
- ニッポン放送ショウアップナイター（ニッポン放送）
- ゴールデンナイター・パワーアップナイター・プロ野球中継（テレビ朝日）